# Griko
Het Griko (ook wel Grico of Grecanico), is een Grieks dialect gesproken door een deel van de bevolking in Magna Graecia, het zuiden van Italië. Grieken noemen dit dialect ook wel Katoitaliótika (Κατωιταλιώτικα, Zuid-Italiaans).

## Taalgebied
Twee kleine gemeenschappen spreken deze taal in de regio's Calabrië en Apulië (schiereiland van Salento). Het gebied rond Salento omvat negen kleine dorpen die als Grecìa Salentina worden aangeduid (Calimera, Martano, Castrignano de' Greci, Corigliano d'Otranto, Melpignano, Soleto, Sternatia, Zollino, Martignano), met in totaal 40.000 inwoners. De regio in Calabrië bestaat uit negen dorpen in Bovesia met een kleiner aantal inwoners. Slechts een klein aantal mensen beheerst de taal ook daadwerkelijk. In Salento is vooral het dorp Sternatia nog een bolwerk van het Griko, hoewel de taal zelf alleen overleeft door een steeds grotere opname van woorden uit het lokale Italiaanse dialect. Elk dorp heeft trouwens een volstrekt eigen uitspraak, zodat standaardisering van de taal niet mogelijk is.

## Geschiedenis
Volgens de meeste wetenschappers gaan de wortels van het Griko terug tot de antieke Griekse kolonisatie van Zuid-Italië, in de 8e eeuw v.Chr. Deze theorie wordt bevestigd door de vele Dorische invloeden die het Griko heeft bewaard, net als in het Tsakonisch, in tegenstelling tot het standaardgrieks dat op de Koinè gebaseerd is. Zo kent het Griko, net als het Tsakonisch, geen woord voor lente of herfst. De taal is na het overlijden van de laatste priesters die de mis in het Grieks opdroegen (in de achttiende eeuw), in sneltreinvaart geëvolueerd tot een mondeling overgeleverde boerentaal, waarin steeds meer elementen van het Zuid-Italiaanse dialect werden opgenomen. De kruisbestuiving heeft ervoor gezorgd dat de taal tot op heden niet is uitgestorven, hoewel taalkundigen het einde van het Griko al meer dan 150 jaar aankondigen. Sommige hoogbejaarden spreken het Griko nog als eerste taal, maar de grote meerderheid van de mensen die de taal nog meester zijn - bijna allen zeventigplussers - spreken in de eerste plaats het lokale dialect en dan pas Griko, met alle mogelijke tussenvormen. Omdat het Griko een mengvorm van Griekse en dialectwoorden geworden is en er bijgevolg ook dialectklanken gebruikt worden, is het niet meer mogelijk de taal met Griekse letters te schrijven. Na jaren van spellingschaos heeft een team van wetenschappers onlangs de officiële spelling vastgelegd in het Latijnse alfabet. 
Er is een rijke mondelinge traditie en folklore in het Griko, hoewel er pas sinds enkele jaren sprake is van een zeker 'Grieks' bewustzijn. De meeste oude sprekers zijn niet trots op hun boerentaal en ze kijken dan ook vol verbazing naar de revitalisatie die de taal de laatste jaren ondergaat. De muziek (met muziekgroepen als Ghetonia en Aramirè) en poëzie is als curiosum al jaren populair in Griekenland, terwijl het in Italië zelf tot de jaren negentig van de vorige eeuw niet echt bekend was. Het festival 'Notte della taranta' en het daarmee verbonden toerisme heeft sinds 1998 ook in Italië zelf heel wat teweeggebracht. In de regio staan alle omringende dorpen - waar het Griko als taal volledig is verdwenen, maar talloze plaatsnamen en gebouwen nog verwijzen naar de Griekse traditie - in de rij om opgenomen te woorden in het samenwerkingsverband Grecìa Salentina. Dorpen zoals Melpignano en Galatina zijn hier bv. al in geslaagd. Het Italiaanse parlement heeft de Griko-gemeenschap van Salento erkend als etnische en taalkundige minderheid.

## Voorbeeld van een tekst in het Griko
Uit het volksliedje "Kalinifta"

### Griko
Evo’ panta s’esena penseo,

jatì sena, fsichìmmu, gapò

ce pu pao, pu sirno, pu steo

sti kkardìa panta sena vastò.

### Nieuwgrieks
Εγώ πάντα εσένα σκέφτομαι,

γιατί εσένα ψυχή μου αγαπώ,

και όπου πάω, όπου σέρνομαι, όπου στέκομαι,

στην καρδιά μου πάντα εσένα βαστώ.

### Nederlands
Ik denk altijd aan jou,

Omdat ik van je hou, mijn ziel,

En waar ik ook ga, waarheen ik mezelf ook sleur, waar ik ook verblijf

Ik hou je altijd in mijn hart.
Talen: Algherees · Arbëresh · Arpitaans · Duits · Emiliaans · Frans · Friulisch · Gallurese · Griko · Italiaans · Ladinisch · Ligurisch · Napolitaans · Ouddalmatisch · Piëmontees · Romagnools · Sardijns · Siciliaans · Sloveens · Valdostaans · Venetiaans